# Кладово
Кладово (на сръбски: Кладово) е сръбски град на Дунава с община в Тимошко, Борски окръг. 8869 жители (2011 г.). 23 622 жители на общината (2002 г.).

## История
На 18 август 1396 г. унгарския крал Сигизмунд при ръководения от него Дунавски кръстоносен поход преминава Дунав при Кладово и навлиза в България, а в грамотата от Неоград от същата година отбелязва града като български. След 20 септември 1444 г. сборната кръстоносна армия на Владислав III Ягело и Янош Хуняди преминава река Дунав при Оршова и по големия крайдунавски път на изток достига и преди 26 септември превзема Кладово.Когато влашкия войвода Дели Марко превзема крепостта през 1596 – та, оставя в нея свои хора с няколко топа, за да окуражи българите, които според влашките летописци въстанали против турците и се присъединили към християните.